# Eriopyga poasina
Eriopyga poasina är en fjärilsart som beskrevs av William Schaus 1911. Eriopyga poasina ingår i släktet Eriopyga och familjen nattflyn. Inga underarter finns listade i Catalogue of Life.